# Dziewczynka z chryzantemami
Dziewczynka z chryzantemami – obraz Olgi Boznańskiej namalowany w roku 1894. Prezentowany jest w Galerii Sztuki Polskiej XX wieku w Gmachu Głównym Muzeum Narodowego w Krakowie. Cenny przykład malarstwa portretowego, łączącego formy impresjonistyczne, symboliczne oraz indywidualne cechy stylistyczne twórczości Boznańskiej.

## Opis
Obraz przedstawia stojącą en face samotnie dziewczynkę. Na jej bladej twarzy rysuje się powaga i niepokój. Uwagę przykuwają duże, lekko błyszczące czarne oczy, rozpuszczone, złocisto-rudawe włosy i drobne, czerwone usta. Ubrana jest w niebieskoszarą, skromną sukienkę. W splecionych dłoniach trzyma bukiet chryzantem. Stoi przy ścianie, na której rysuje się ostry cień dziewczynki. Artystka niemalże całkowicie rezygnuje z użycia linii i konturów, postać i otoczenie są namalowane za pomocą barwnych plam, które nasycają szare tonacje.

## Analiza
Obraz został namalowany podczas pobytu Boznańskiej w Monachium. Zaznajomiona i zafascynowana nastrojowością w twórczości Jamesa Whistlera i przede wszystkim ówczesnymi prądami artystycznymi w Paryżu, artystka zrezygnowała z monachijskiej tradycji artystycznej. Ponadto zerwała z tradycyjnymi konwencjami portretu dziecięcego, w którym mali modele są przedstawiani w wytwornych strojach, w ozdobnych, eleganckich wnętrzach lub na tle krajobrazu. W zamian Boznańska wprowadziła własną metodę portretowania: na neutralnym tle, które, podobnie jak postać, poddawane było gruntownej analizie kolorystycznej. Barwy były kładzione za pomocą zdecydowanych pociągnięć pędzla, czytelne było ich wzajemnie dopełnienie, przenikanie i autonomia – były one samoistnymi czynnikami. Fascynacja francuskim impresjonizmem ograniczyła się tu do przejęcia pewnych zasad wprowadzonych przez impresjonistów, a sam styl został zaadaptowany na własne cele. Artystka eksperymentowała nie tylko kolorem, lecz także walorem. Walor nie należał do głównych zagadnień impresjonistycznych, podobnie jak portretowanie w przestrzeniach zamkniętych.

## Interpretacja
Portret ten emanuje wieloma niedopowiedzeniami, komplikującymi interpretację dzieła. Błyszczące jak w gorączce oczy, których wielkość wydaje się nienaturalna i chorobliwie blada twarz, liczne tonacje szarości i rysujące się na twarzy zamyślenie nadają obrazowi nieco melancholijny nastrój. Dopełnieniem tego jest bukiet chryzantem. Dziewczynka w wyraźny sposób nawiązuje psychiczny kontakt z widzem, dając do zrozumienia, iż potrzebuje większego poczucia bezpieczeństwa. Dziecięca niewinność, spokojna poza, subtelne rysy twarzy, delikatność dłoni kontrastują z nastrojem niepokoju. Obraz ten został scharakteryzowany przez Williama Rittera na łamach wydawanej w Paryżu „Gazette des beaux-arts” w następujący sposób:
...stworzyła ona [Boznańska] właśnie w portrecie małej dziewczynki o dziwnych, niepokojących oczach, jakby kroplach atramentu, które zdają się wylewać na chorobliwie bladą twarz, współczesny ideał postaci Maeterlincka. Jest to dziecko enigmatyczne, które doprowadza do szaleństwa tych, co mu się zanadto przypatrują. Melizanda ma sześć lat i urodziła się w arystokratycznej rodzinie w jakimś wielkim współczesnym mieście – taka wydaje się przerażająca dziewczynka, tak jasna i biała, że budzi dreszcz.
Twórczość Maurice’a Maeterlincka była publikowana przez Zenona „Miriam” Przesmyckiego; w 1891 ukazał się jego artykuł Maurycy Maeterlinck i jego stanowisko we współczesnej poezji belgijskiej. Malując Dziewczynkę z chryzantemami Boznańska w sposób subtelny oddała nie tylko stan jej psychiki, lecz także uwzględniła nastrój jej otoczenia. Tym samym, artystka ujawniła swoje zainteresowanie nowymi nurtami ideowymi, które kształtowały nie tylko literaturę, malarstwo, ale także wpłynęły na klimat epoki, postawę człowieka. Modernizm ujawnił się dość wcześnie w stolicy Bawarii, gdzie odbywały się wystawy Secesji, jednakże na psychikę i twórczość Boznańskiej w większym stopniu wpłynęła poezja, która była pasją artystki. Obraz ten jest także przykładem analizy kształtu dłoni, motywu charakterystycznego dla monachijskiego okresu twórczości artystki.